# Skärgöl (Vissefjärda socken, Småland)
Skärgöl är en sjö i Emmaboda kommun i Småland och ingår i Hagbyåns huvudavrinningsområde.